# Herb Miłomłyna
Herb Miłomłyna – jeden z symboli miasta Miłomłyn i gminy Miłomłyn w postaci herbu.

## Wygląd i symbolika
Herb przedstawia na niebieskim polu białe koło młyńskie z krzyżem równoramiennym w środku.
Jest to herb mówiący urobiony od nazwy miasta. Krzyż symbolizuje Zakon krzyżacki. Kolory w herbie symbolizują: srebro-biel – czystość, prawda, niewinność; błękit-lazur – czystość, lojalność, wierność.

## Historia
Przywilej lokacyjny wraz z herbem Miłomłyn otrzymał w 1335 roku od komtura Zakonu Hartwiga.